# Salsola etoshensis
Espèce
Salsola etoshensis est une espèce d'arbustes de la famille des Amaranthaceae.
Son épithète spécifique fait référence au Parc national d'Etosha en Namibie.